# Mamornița, Herța
Mamornița, întâlnit și sub forma Mamornița Ucraineană (în ucraineană Маморниця, transliterat: Mamornîțea, în rusă Маморница, transliterat: Mamornița și în germană Mamornitza) este un sat în raionul Herța din regiunea Cernăuți (Ucraina), depinzând administrativ de comuna Țureni. Are 494 locuitori, preponderent ucraineni, fiind singura localitate care nu are populație majoritar românească din raionul Herța.
Satul este situat la o altitudine de 170 metri, în partea de nord-vest a raionului Herța.

## Istorie
Localitatea Mamornița a făcut parte încă de la înființare din regiunea istorică Bucovina a Principatului Moldovei. În ianuarie 1775, ca urmare a atitudinii de neutralitate pe care a avut-o în timpul conflictului militar dintre Turcia și Rusia (1768-1774), Imperiul Habsburgic (Austria de astăzi) a primit o parte din teritoriul Moldovei, teritoriu cunoscut sub denumirea de Bucovina. După anexarea Bucovinei de către Imperiul Habsburgic în anul 1775, localitatea Mamornița Ucraineană a făcut parte din Ducatul Bucovinei, guvernat de către austrieci, făcând parte din districtul Cernăuți (în germană Czernowitz).  
Prin anexarea Bucovinei de către Imperiul Habsburgic, satul Mamornița a trecut parțial la austrieci, până la vama veche - actuala clădire a școlii din Țureni de lângă pod, pârâul Lucovița devenind frontiera naturală a Bucovinei . Partea de est a satului a rămas Moldovei, fiind denumit Vama (sau Mamornița Românească). Ca urmare a împărțirii satului, partea din Bucovina a satului s-a ucrainizat (ca urmare a politicii îngăduitoare a Imperiului Austriac, care a încurajat stabilirea de populații alogene pe teritoriul răpit Moldovei), iar partea din Moldova a rămas românească.
După Unirea Bucovinei cu România la 28 noiembrie 1918, satul Mamornița a făcut parte din componența României, în Plasa Cosminului a județului Cernăuți. Pe atunci, majoritatea populației era formată din ucraineni, existând și o comunitate de români. 
Ca urmare a Pactului Ribbentrop-Molotov (1939), Bucovina de Nord a fost anexată de către URSS la 28 iunie 1940. Bucovina de Nord a reintrat în componența României în perioada 1941-1944, fiind reocupată de către URSS în anul 1944 și integrată în componența RSS Ucrainene. 
Începând din anul 1991, satul Mamornița face parte din raionul Herța al regiunii Cernăuți din cadrul Ucrainei independente. La recensământul din 1989, numărul locuitorilor care s-au declarat români plus moldoveni era de 37 (9+26), reprezentând 7,66% din populația localității . În prezent, satul are 494 locuitori, preponderent ucraineni.

## Demografie
Componența lingvistică a localității Mamornița
     Ucraineană (91,09%)
     Română (8,3%)
     Alte limbi (0,4%)
Conform recensământului din 2001, majoritatea populației localității Mamornița era vorbitoare de ucraineană (91,09%), existând în minoritate și vorbitori de română (8,3%).
1989: 483 (recensământ)
2007: 494 (estimare)

### Recensământul din 1930
Componența etnică a comunei Mamornița (județul Cernăuți)
     Români (28,83%)
     Ruteni (51,6%)
     Ruși (17,53%)
     Evrei (1,68%)
     Germani (0,36%)
Componența confesională a comunei Mamornița
     Ortodocși (97,13%)
     Mozaici (1,68%)
     Altă religie (1,19%)
Conform recensământului efectuat în 1930, populația comunei Mamornița se ridica la 593 locuitori. Majoritatea locuitorilor erau ruteni (51,60%), cu o minoritate de români (28,23%), una de ruși (17,53%), una de evrei (1,68%) și una de germani (0,36%). Din punct de vedere confesional, majoritatea locuitorilor erau ortodocși (97,13%), dar existau și mozaici (1,68%). Alte persoane au declarat: romano-catolici (2 persoane) și greco-catolici (5 persoane).